# Fredriksskans Idrottsplats
Il Fredriksskans Idrottsplats, comunemente abbreviato in Fredriksskans IP, è uno stadio della città di Kalmar, in Svezia. Il Kalmar FF vi ha giocato le proprie gare casalinghe fino alla stagione 2011, quando si è trasferito in un impianto più moderno e di capienza maggiore, la Guldfågeln Arena.

## Caratteristiche
Lo stadio ha una capacità di 9.000 spettatori, di cui circa la metà sono posti a sedere. Nonostante ciò, il record di pubblico del Fredriksskans IP è di 15.243 spettatori, accorsi il 4 settembre 1949 per assistere alla sfida tra il Kalmar FF e il Malmö FF.
Quando qualificato e quando ancora la Guldfågeln Arena non esisteva, il Kalmar ha potuto disputare qui gran parte delle partite delle coppe europee. Tuttavia il 2 ottobre 2008, in occasione della sfida di Coppa UEFA contro il Feyenoord, la squadra è dovuta emigrare alla Borås Arena di Borås per via dell'assenza di alcuni requisiti UEFA relativi per esempio alla larghezza del campo da gioco e all'illuminazione.
Le due tribune principali sono coperte, mentre gli altri settori sono privi di copertura, uno dei quali era destinato ai tifosi ospiti. È presente una pista d'atletica.
A fianco dello stadio erano presenti altri due campi da calcio, rimossi per far spazio a un nuovo quartiere la cui edificazione è stata approvata nel 2018.
Complici i lavori alla Guldfågeln Arena per il nuovo manto erboso e il fatto di disputare le partite a porte chiuse per via della pandemia di COVID-19, il 18 giugno 2020 il Kalmar è tornato eccezionalmente a giocare una partita di Allsvenskan al Fredriksskans IP, in occasione della vittoria per 4-0 sull'Helsingborg.